# ROKS Gyeongbuk (FF-956)
Le ROKS Gyeongbuk (FF-956) est une frégate de la marine de la république de Corée, le cinquième navire de la classe Ulsan. Il est nommé d’après la province de Gyeongsang du Nord, également connue sous le nom de Gyeongsangbuk-do, une province de l’est de la Corée du Sud.

## Conception
Au début des années 1990, le plan du gouvernement sud-coréen pour la construction de navires côtiers de prochaine génération nommé Frégate 2000 a été abandonné en raison de la crise financière asiatique de 1997. Mais avec le démantèlement des destroyers de classe Gearing et la flotte vieillissante de frégates de classe Ulsan, le plan a été relancé au début des années 2000 sous le nom de Future Frigate eXperimental, également connu sous le nom de FFX.
10 navires ont été lancés et mis en service de 1980 à 1993. Ils ont 3 variantes différentes qui se composent de Flight I, Flight II et Flight III.

## Carrière
Le ROKS Gyeongbuk a été construit par Daewoo Shipbuilding & Marine Engineering, lancé le 15 janvier 1986 et mis en service le 30 mai 1986.
Il a été désarmé le 24 décembre 2019 et devrait être utilisé dans des exercices d’entraînement.